# Márcio Beck Machado
Márcio Beck Machado (nascido em São Paulo-SP, em 16 de janeiro de 1943, e desaparecido em Rio Verde-GO, 17 de maio de 1973) foi um militante político, filiado ao Molipo (Movimento de Libertação Popular), perseguido e morto pela Ditadura Militar brasileira. 
É um dos casos investigados pela Comissão da Verdade, um colegiado organizado pelo governo do Brasil para apurar mortes e desaparecimentos ocorridos durante a ditadura militar brasileira. 

## Biografia
Nascido no dia
16 de janeiro de 1943, em São Paulo, Márcio Beck Machado é filho de Octávio
Meneses Machado e Edena Beck Machado. Estudante de economia da Universidade Mackenzie, passou a ser militante dos movimentos que lutavam contra a Ditadura
Militar e foi preso com 25 anos, em outubro de 1968, depois de participar do
30º Congresso da UNE (União Nacional dos Estudantes), na cidade de Ibiúna,
interior de São Paulo. 
Membro da Ação Libertadora Nacional (ALN), foi liberado
e viajou, ao lado de outros integrantes da organização, para Cuba. O objetivo,
motivado com a morte de Carlos Marighella, era realizar um treinamento militar.
Desta forma, mais preparado para lutar contra o regime, retornou ao Brasil de
forma clandestina, como militante da Molipo, e resolveu morar no interior de
Goiás, junto com Maria Augusta Thomaz, que também havia viajado a Cuba. Nesta
época, para enganar os seus perseguidores, usou codinomes como Tiago, Geraldo,
Tirso e Luiz. 
No dia 1º de abril de 1970, Márcio Beck Machado teve
sua prisão preventiva decretada, quando passou a ser repreendido pelo
Departamento de Operações Internas – Centro de Operações de Defesa Interna de
São Paulo, o DOI-CODI/SP. Seu agente de repressão era Romeu Tuma, que depois
viria a fazer carreira política no estado. Mais tarde, o militante também
esteve envolvido nos Inquéritos Policiais de números 7/72 e 9/72. Em 23 de outubro de 1972, teve novamente sua prisão preventiva decretada pela 2ª
Auditoria Militar, referente ao processo 100/72.
Militante da ALN no fim de 1969 ao final de diversas prisões e a morte de Carlos Marighela, cofundador da Ação Libertadora Nacional, organização de caráter revolucionário, Márcio viajou para Cuba, onde realizou treinamento militar. Retornou ao Brasil, clandestinamente, como militante do Molipo, indo morar no interior de Goiás.

## Desaparecimento e morte
Após a entrada clandestina no Brasil, Márcio Augusto não demorou a ser descoberto pelos agentes de repressão. Em maio de 1973, o militante foi encontrado ao lado de Maria Augusta Thomaz e acabou senso
assassinado com muitos tiros de metralhadora. De acordo com o que foi comentado por presos políticos da época, a cabeça de Márcio teria sido decepada e levada
para Goiânia. Ambos são dados como desaparecidos políticos pois os corpos não foram entregues aos seus familiares.  
Antes que a descoberta fosse a público e, sabendo das investigações, três homens foram à fazenda que Márcio teria sido enterrado, e exumaram os restos mortais, deixando apenas alguns dentes e pequenos ossos.
A fazenda na qual o militante foi encontrado estava
situada entre as cidades de Rio Verde e Jataí, no interior de Goiás. Em 1980, o jornal Folha de S.Paulo, após investigar o caso, fez uma matéria relatando o
que aconteceu no dia 07 de maio de 1973. Para reconstituir os fatos, a
reportagem contou com o depoimento de um lavrador que estava no local na
ocasião. 
“Pelo relato
emocionado, repleto de palavras simples do lavrador Eurípedes João da Silva,
conclusão a que chegaram os integrantes da comissão especial de juristas e
parlamentares leva a uma única constatação: a morte de Márcio Beck Machado e
Maria Augusta Thomaz não se tratou de uma operação policial militar dos chamados órgãos de segurança  sim de um assassinato frio de dois militantes
exaustivamente perseguidos”, escreveu o jornal. 
A família de Márcio Beck Machado acatou a versão dada pelo Governo, sem
insistir na elucidação das circunstâncias, mas, na época, o secretário de
Segurança Pública de Goiás, coronel Euvaldo Vaz, tomou conhecimento da
perseguição ao militante, sem saber que este era seu parente (filho de seu
primo). Depois de ver a cabeça do morto, o militar teria viajado a São Paulo e
levado o seu primo para fazer o reconhecimento. O atestado de óbito, no
entanto, foi negado. 
Em 1992, após a abertura dos arquivos do DOPS, a Comissão de Familiares de Mortos e Desaparecidos Políticos descobriu um documento chamado “Retorno de Exilados”, endereçado ao delegado Romeu Tuma, diretor do DOPS. O documento informava as mortes de Márcio e Maria Augusta. Mesmo assim, as mortes nunca foram informadas aos familiares.
Há ainda duas versões oficiais sobre a misteriosa morte de Márcio, fato
que tentou ser abafado pelos agentes de repressão. De acordo com o relatório do
Ministério do Exército, que foi encaminhado ao ministro da Justiça, Maurício Corrêa, em 1993, “[…] teria sido morto em tiroteio juntamente com Maria Augusta Thomaz,
numa fazenda em Rio Verde (GO), no dia 17/5/73”. Já o Ministério da
Marinha, no mesmo ano, indica que “[…] em maio/73, foi morto em Goiás,
em tiroteio, durante ação de segurança”.
O nome de Márcio consta na lista de desaparecidos políticos no anexo I, da lei 9.140/95. Em 12 de março de 2013, Comissão da Verdade fez a 19ª audiência pública sobre o caso.

## A violação do cadáver
Os agentes de repressão tentaram esconder o corpo de Márcio Beck Machado
e Maria Augusto Thomaz, mas os jornalistas descobriram a localização da
sepultura do casal em 1980, depois de colher depoimentos daqueles que afirmavam
ter certeza sobre a localização do sepultamento, na Fazenda Rio Doce, em Rio
Verde, a cerca de 240 quilômetros de Goiânia. O fazendeiro Sebastião Cabral e
seu empregado foram encarregados de enterrar os corpos, recebendo a
recomendação de que o sepultamento fosse feito a “pelo menos 200 metros do
asfalto”.
Em 10 de agosto de 1980, a Folha de S.Paulo publicou mais um artigo
sobre o caso, alegando que agentes da Polícia Federal teriam violado o local. “A morte de Maria Augusta e Márcio teria sido comentada nos
corredores do DOI-CODI paulista, segundo o depoimento de vários presos
políticos, detidos naquele órgão à época. Ainda segundo essas versões, Márcio
tivera sua cabeça decepada por tiros de metralhadora e transportada para
Goiânia. Depoimentos de testemunhas que presenciaram a retirada das ossadas,
anteontem, por policiais, afirmam que uma delas estava sem o crânio. Indício
que confirmaria a versão da cabeça decepada”.